# Devon Hyde
Devon Hyde, född 26 december 1967, är en friidrottare från Belize. Han deltog vid olympiska sommarspelen 1988.